# Miroslav Krása
Miroslav Krása (* 2. února 1952, Prunéřov) je bývalý český hokejista, brankář.

## Hokejová kariéra
V lize hrál za TJ SONP/Poldi SONP Kladno a během vojenské služby za Duklu Jihlava, se kterou získal první ligový titul. S Kladnem získal dalších 5 mistrovských titulů a stal se vítězem PMEZ. Na Mistrovství Evropy juniorů v ledním hokeji 1971 získal bronzovou medaili za 3. místo. Za reprezentaci Československa nastoupil v 6 utkáních. V lize nastoupil ve 325 utkáních, celkem za Kladno odehrál přes 500 utkání.

## Klubové statistiky
| 1971-72          | ASD Dukla Jihlava | 1. liga          | 34  | 2.41  | -    |
| 1973-74          | TJ SONP Kladno    | 1. liga          | 28  | 3.27  | 89,5 |
| 1974-75          | TJ SONP Kladno    | 1. liga          | 28  | 2.32  | 90,9 |
| 1975-76          | TJ SONP Kladno    | 1. liga          | 27  | 2.41  | 91,8 |
| 1976-77          | TJ SONP Kladno    | 1. liga          | 24  | 2.70  | 90,8 |
| 1977-78          | Poldi SONP Kladno | 1. liga          | 26  | 2.53  | 92,4 |
| 1978-79          | Poldi SONP Kladno | 1. liga          | 42  | 2.90  | 90,6 |
| 1979-80          | Poldi SONP Kladno | 1. liga          | 28  | 2.55  | 90,9 |
| 1980-81          | Poldi SONP Kladno | 1. liga          | 23  | 2.67  | 90,1 |
| 1981-82          | Poldi SONP Kladno | 1. liga          | 28  | 3.06  | 90,9 |
| 1982-83          | Poldi SONP Kladno | 1. liga          | 28  | 4.28  | 86,1 |
| 1983-84          | Poldi SONP Kladno | 1. ČNHL          | 34  | 2.59  | 90,5 |
| 1984-85          | Poldi SONP Kladno | 1. ČNHL          | 36  | 2.85  | 89,8 |
| 1988-86          | Poldi SONP Kladno | 1. liga          | 29  | 4.04  | 85,4 |
| 1986-87          | Poldi SONP Kladno | 1. ČNHL          | 1   | 22.50 | 40,0 |
| Celkem v 1. lize | Celkem v 1. lize  | Celkem v 1. lize | 325 | -     | -    |